# ميديكاليرت
مؤسسة MedicAlert هي شركة غير ربحية تأسست عام 1956 ومقرها في تورلوك، كاليفورنيا. وتحتفظ بقاعدة بيانات للمعلومات الطبية للأعضاء، تتاح للسلطات الطبية في حالات الطوارئ الطبية حيث يقوم الأعضاء بتزويد المنظمة ببيانات طبية هامة .
يحصل الاعضاء على سوار معدني مميز أو سلسله تحمل بطاقة الشعار يتم ارتداؤها في جميع الأوقات. ويمكن استخدامه من قبل المخولين بالاستجابة اولا ً، مثل الموظفين الطبيين في حالات الطوارئ أو موظفي تطبيق القوانين، للوصول إلى التاريخ الطبي لحاملي الشعار والاحتياجات الطبية الخاصة بهم.
|                   |                                                |
| النوع             | مؤسسم عضوية غير ربحية                          |
| الصناعة           | معلوماتية صحية                                 |
| التأسيس           | 1956                                           |
| المؤسس            | ماريون كولينز، كريسي كولنز                     |
| المقر الرئيسي     | تورلوك، كاليفورنيا، الولايات المتحدة الأمريكية |
| نطاق الخدمة       | جميع انحاء العالم                              |
| عدد الموظفون      | 130                                            |
| الافرع            | 9 افرع تابعة في الخارج                         |
| الموقع الالكتروني | https://www.medicalert.org/                    |

يمكن تفسير اسم MedicAlert إما ككلمتين منفصلتين "Medic Alert" أو كعبارة مركبة من "Medical Alert “ .

## البروتوكول والدعاية
تم تصميم بطاقات الهوية الخاصة ب  MedicAlert و التي يرتديها الأعضاء لمحاكاة المجوهرات العادية (مثل الأساور والقلائد والبطاقات الشخصية، وما إلى ذلك) مع إضافة شعار MedicAlert المميز المحفور عليها. المجوهرات الشخصية تحمل العبارات الاتيه : "MedicAlert" ,موظفي Asclepius والرمز العالمي للمهنة الطبية، على واجهة البطاقة، والمعلومات الطبية الهامة ورقم بطاقة MedicAlert الشخصية على الجزء الخلفي من الشعار. يمكن للموظفين الطبيين الاتصال بالخط الساخن للطوارئ على مدار 24 ساعة وتقديم رقم الهوية الموجود على الجزء الخلفي من هوية العضو، للحصول على معلومات طبية أكثر تفصيلاً عن العضو.
يتم مراجعة الاوضاع الطبية للأعضاء وحالات الحساسية لديهم من قبل طاقم من الموظفين المدربين طبيًا ويتم تحديد أولوياتهم حسب ترتيب الأهمية الذي يقوم به أخصائي الصحة في حالات الطوارئ لتقييم المريض. ثم يتم نقل الشروط ذات الأولوية على شعار الأعضاء وبطاقة المحفظة، في حين يتم تضمين معلومات أكثر تفصيلاً في MedicAlert جاهزة للتمرير في حالات الطوارئ.
في حين أن البطاقة قد تتغير حسب البلد والتوافر، فإن البطاقات  الرئيسية المعترف بها لدى  MedicAlert  هي الأساور والسلاسل، والأولى هي الأكثر شعبية. وقد تعاونت MedicAlert مع شركة ساعات CITIZEN لتوفير سلسلة من الساعات التي تشمل الساعات الصديقة للبيئة التابعة لشركة CITIZEN والتي تحمل نقش شعار  MedicAlertحسب الطلب.
في الثمانينات، تم الإعلان عن الهويات بالاشتراك مع قطاع  التأمين، ومؤسسة الصرع، وجمعية السكري الأمريكية، من بين مؤسسات أخرى. كما شارك عدد من المشاهير في الحملة (بما في ذلك الكوميدية كارول بورنيت، التي يعد سوارها رمزياً بالسوار رقم مليون). 

## الحالات الطبية الشائعة
تشمل الحالات الطبية والوصفات الطبية التالي ولا تقتصر عليه :
- قصور الغدة الكظرية
- الحساسية (الطعام واللاتكس والحشرات وما إلى ذلك)
- مرض الزهايمر
- الربو
- التوحد
- مرض السكري
- الصرع
- أمراض القلب
- الهيموفيليا
- ارتفاع ضغط الدم
- متلازمة  QT طويلة الامد الناجمة عن المخدرات
- الأدوية المسببه للتفاعلات الخطرة، مثل MAOIs واللاموتريجين
- مرض باركنسون
- زرع الانسجة والاعضاء (صمامات القلب الاصطناعية، منظم ضربات القلب)

تسمح مؤسسة MedicAlert في أستراليا بنقش التوجهات الخاصة بالتبرع بالأعضاء على الهويّات الخاصة بالاعضاء . 

## توجيهات مسبقة
ويغطي توجيه مسبق توجيهات محددة بشأن مسار العلاج الذي ينبغي أن يتخذ من قبل مقدمي الرعاية في حال لم يتمكن المريض من إعطاء موافقة مستنيرة بسبب العجز. حاليا في الولايات المتحدة، ستقوم MedicAlert بالتمسك بالتوجيهات المسبقة الموقعة التي يمكن توفيرها للمستجيبين الأوائل والعاملين في المجال الطبي فور اتصالهم ب  .MedicAlert التوجيه المسبق المشترك هو أمر بعدم الإنعاش (DNR)  الذي ينص على أن العضو قد طالب بعدم محاولة الإنعاش في حال كان العضو يعاني من توقف القلب أو الجهاز التنفسي.

## الشركات التابعة الدولية
تمتلك MedicAlert فروعاً دولية في تسعة بلدان:
- الولايات المتحدة الأمريكية
- أستراليا
- كندا
- قبرص
- أيسلندا
- ماليزيا
- نيوزيلندا
- جنوب أفريقيا
- المملكة المتحدة
- زيمبابوي

## الروابط الخارجية
- U.S. MedicAlert Foundation
- MedicAlert Foundation Australia
- MedicAlert Foundation Canada
- MedicAlert Foundation Cyprus
- MedicAlert Foundation Iceland
- MedicAlert Foundation Malaysia
- MedicAlert Foundation New Zealand
- MedicAlert Foundation South Africa
- MedicAlert Foundation United Kingdom
- MedicAlert Foundation Zimbabwe